# Jan Karol Zaunar
Jan Karol Zaunar (ur. 5 kwietnia 1930, zm. 27 lipca 2013) – polski ekonomista i działacz ewangelicko-reformowany, prezes Synodu Kościoła Ewangelicko-Reformowanego w PRL.

## Życiorys
Urodził się w Łodzi jako syn ks. Ludwika Zaunara. Ukończył Szkołę Główną Planowania i Statystyki. Był pracownikiem naukowym i nauczycielem akademickim. Wykładał między innymi w Szkole Wyższej ALMAMER w Warszawie.
W latach 1983–1986 był prezesem Synodu Kościoła Ewangelicko-Reformowanego w PRL. Był również członkiem Kolegium Kościelnego zboru ewangelicko-reformowanego w Warszawie.
Jako taternik i alpinista był współzałożycielem Stołecznego Klubu Tatrzańskiego. Należał także do Klubu Wysokogórskiego. Wspinał się w Tatrach, a także w górach Bałkanów i w Hindukuszu (1974). 